# Les Avanchets
 (janvier 2024).
 (janvier 2024).
La mise en forme du texte ne suit pas les recommandations de Wikipédia : il faut le « wikifier ».
Les points d'amélioration suivants sont les cas les plus fréquents. Le détail des points à revoir est peut-être précisé sur la page de discussion.
- Les titres sont pré-formatés par le logiciel. Ils ne sont ni en capitales, ni en gras.
- Le texte ne doit pas être écrit en capitales (les noms de famille non plus), ni en gras, ni en italique, ni en « petit »…
- Le gras n'est utilisé que pour surligner le titre de l'article dans l'introduction, une seule fois.
- L'italique est rarement utilisé : mots en langue étrangère, titres d'œuvres, noms de bateaux, etc.
- Les citations ne sont pas en italique mais en corps de texte normal. Elles sont entourées par des guillemets français : « et ».
- Les listes à puces sont à éviter, des paragraphes rédigés étant largement préférés. Les tableaux sont à réserver à la présentation de données structurées (résultats, etc.).
- Les appels de note de bas de page (petits chiffres en exposant, introduits par l'outil «  Source ») sont à placer entre la fin de phrase et le point final[comme ça].
- Les liens internes (vers d'autres articles de Wikipédia) sont à choisir avec parcimonie. Créez des liens vers des articles approfondissant le sujet. Les termes génériques sans rapport avec le sujet sont à éviter, ainsi que les répétitions de liens vers un même terme.
- Les liens externes sont à placer uniquement dans une section « Liens externes », à la fin de l'article. Ces liens sont à choisir avec parcimonie suivant les règles définies. Si un lien sert de source à l'article, son insertion dans le texte est à faire par les notes de bas de page.
- La présentation des références doit suivre les conventions bibliographiques. Il est recommandé d'utiliser les modèles {{Ouvrage}}, {{Chapitre}}, {{Article}}, {{Lien web}} et/ou {{Bibliographie}}. Le mode d'édition visuel peut mettre en forme automatiquement les références.
- Insérer une infobox (cadre d'informations à droite) n'est pas obligatoire pour parachever la mise en page.

Pour une aide détaillée, merci de consulter Aide:Wikification.
Si vous pensez que ces points ont été résolus, vous pouvez retirer ce bandeau et améliorer la mise en forme d'un autre article.
 (janvier 2024).
Les Avanchets sont un  grand ensemble formant une cité entre la route de Meyrin et l'avenue Louis Casaï de la ville de Vernier (Suisse) dans le canton de Genève. Depuis le 15 février 2023, le cité des Avanchets est désormais inscrite à l'inventaire fédéral des sites construits à protéger en Suisse (ISOS).
La cité compte 5 976 habitants (2022), Le Lignon (6 500) Construite entre 1971 et 1977. À ce jour, 37 000 habitants représentent la 2e ville du canton, auxquels, se sont ajoutés le quartier Gordon Bennett et le quartier de l'étang.
La population majoritairement d'origine étrangère faisait  de Vernier l'une des communes les plus cosmopolites de Suisse, mais les chiffres ont changé. Toutefois, cet aspect n'est pas uniquement présent dans ce quartier populaire mais dans la plupart des communes du  Canton (Les 3 villes du cantons ayant la plus forte proportion d'étrangers sont : Prégny-Chambésy (49,3%), Genève (47,9%), et Grand-Saconnex (41%).25 mai 2022.https://www.vernier.ch/administration-et-autorites/vie-politique/conseil-municipal/conseilleres-et-conseillers-municipaux
Un ouvrage de Franz Graf et Giulia Marino (https://www.rts.ch/play/tv/couleurs-locales/video/entretien-avec-larchitecte-giulia-marino-sur-lhistoire-de-la-cite-des-avanchets-ge-desormais-inscrite-a-linventaire-federal-des-sites-a-proteger?urn=urn:rts:video:13820864) retrace l'histoire de la cité ainsi que la plaquette rédigée par Anita Frei.
Il faut également noter, l'apparition des contrats de quartier par la ville de Vernier. https://www.vernier.ch/vie-pratique/engagement-et-participation/contrats-de-quartier

## Étymologie
Le quartier tire son nom de l'Avanchet, « nant » (ruisseau) coulant entre Le Grand-Saconnex et le Rhône en passant par Valombré et qui laissa son nom à un lieu-dit sur certaines cartes topographiques anciennes comme la carte Dufour.

## Présentation
Les Avanchets sont constitués de sept barres d'immeubles caractérisées par leurs façades bigarrées, biscornues et colorées (avec des motifs en façade, un arbre, un bateau, un coucher de soleil). Vues du ciel, elles forment un papillon. La conception même de la cité était révolutionnaire à l'époque de sa construction car chaque immeuble, allant de 7 à 13 étages, était doté de deux niveaux de parkings souterrains.
Les rues d'accès pour les automobiles, notamment baptisées par des noms d'aviateurs comme Oskar Bider (mais le nom de la rue est Oscar Bider)  et François Durafour, sont séparées des cheminements piétonniers. À l'origine, la circulation routière devait être entièrement souterraine mais ce projet fut abandonné en raison de ses coûts. Les 2400 (https://www.signegeneve.ch/thematique/societe/avanchet-le-papillon-meconnu.html)  appartements sont spacieux. Ces derniers peuvent contenir de 1 à 7 pièces. Une partie des appartements sont vendus à des particuliers (surtout ceux de la rue Carqueron), mais aussi des PPE comme à la rue Oscar Bider.
Encerclé de part et d'autre par des routes à fort trafic, le quartier souffre d'un certain enclavement, phénomène renforcé par un relatif cloisonnement né de la conception même de ses espaces extérieurs et de la séparation verticale des circulations.Pour autant, après de longues négociations les voies privées des Avanchets sont devenues communales avec une limitation en zone 30 km/h.
Plus de 100 nationalités, une vie associative vivace et des initiatives telles que les contrats de quartier contribuent à une cité qui vit au-delà de son étiquette. Elle aura 50 ans en 2024 en coordination avec la ville de Vernier.
En 1975, l'association des habitants d'Avanchets se constitue à l'initiative de Marc Finsterwald, cette entité plus connue sous l'abréviation A.H.A. sera un pilier de la vie de la cité avec son journal "Avanchet Spot" ses rendez-vous festifs tel la fête d'automne, mais aussi le Mondialito au sein de la cité.

## Transports
Les abords immédiats du quartier sont reliés à Genève, Meyrin et Vernier par les Transports publics genevois.
Tram:  
Ligne 14: de Bernex Vailly à Meyrin Gravière - Arrêt Balexert pour les Avanchets (route de Meyrin) 
https://www.tpg.ch/fr/lignes/14
Ligne 18 Grand Lancy Palettes Meyrin Cern -- Arrêt Balexert (route de Meyrin) 
https://www.tpg.ch/fr/lignes/18
Ligne 10 - de Genève aéroport terminal à Genève Rive (avenue Louis Casaï) 
https://www.tpg.ch/fr/lignes/10
Ligne 53 - de Vernier Parfumerie à Bellevue Valavran (avenue Louis Casa!i) 
https://www.tpg.ch/fr/lignes/53
En matière de transport individuel, la cité connaît depuis plusieurs années d'importants problèmes de stationnement (il n'y a que 150 places publiques pour 5 500 résidents en plus des places en sous-sol et des places réservées aux commerces et écoles). Pour remédier à ce problème, le conseil municipal de Vernier a décidé (à la suite d'une pétition) de faire passer les places de parc publiques en zone bleue. Cette décision est entrée en vigueur en mai 2013.

### Personnalités liées
- Makala (1993-), rappeur genevois ; il a passé une grande partie de son enfance aux Avanchets et y fait référence dans son morceau Freddy Blanco.
- Dereck Kutesa (1997-),  footballeur genevois, originaire des Avanchets.
- Thierry Apothéloz (1971-), homme politique suisse, né aux Avanchets.
- « RENAUD Michel », sur Ville de Vernier (consulté le 16 janvier 2024)
- « Députés », sur ge.ch (consulté le 16 janvier 2024)
- « Députés », sur ge.ch (consulté le 16 janvier 2024)